# Matt Ingram
Matthew Robert Ingram (High Wycombe, 18 dicembre 1993) è un calciatore inglese, portiere dell'Oxford Utd.

## Palmarès

### Club

#### Competizioni nazionali
- Football League One: 1

Hull City: 2020-2021